# Mary Harrison McKee
Mary Scott Harrison McKee (Indianapolis, 3 aprile 1858 – Greenwich, 28 ottobre 1930) è stata una politica statunitense, figlia di Benjamin Harrison, il 23º presidente degli Stati Uniti, e di sua moglie Caroline Scott Harrison. 
Aveva un fratello, Russell Benjamin Harrison (1854-1936).
Nel 1888 quando Benjamin Harrison fu eletto presidente Mary insieme alla sua famiglia si trasferì alla Casa Bianca. Dopo la morte di sua madre nel 1892, Mary Scott McKee servì come First Lady al fianco di suo padre fino alla fine del suo mandato avvenuto il 4 marzo 1893.

## Vita
Mary Scott Harrison è nata a Indianapolis nel 1858.  Ha studiato nelle scuole pubbliche. Suo padre Benjamin Harrison fu presidente degli Stati Uniti d'America dal 4 marzo 1889 – 4 marzo 1893, il nonno John Scott Harrison, era stato per lungo tempo rappresentante parlamentare dell'Ohio, il bis-nonno William Henry Harrison era stato il nono Presidente degli Stati Uniti d'America e il suo trisnonno, Benjamin Harrison V, era stato uno dei firmatari della Dichiarazione d'indipendenza.

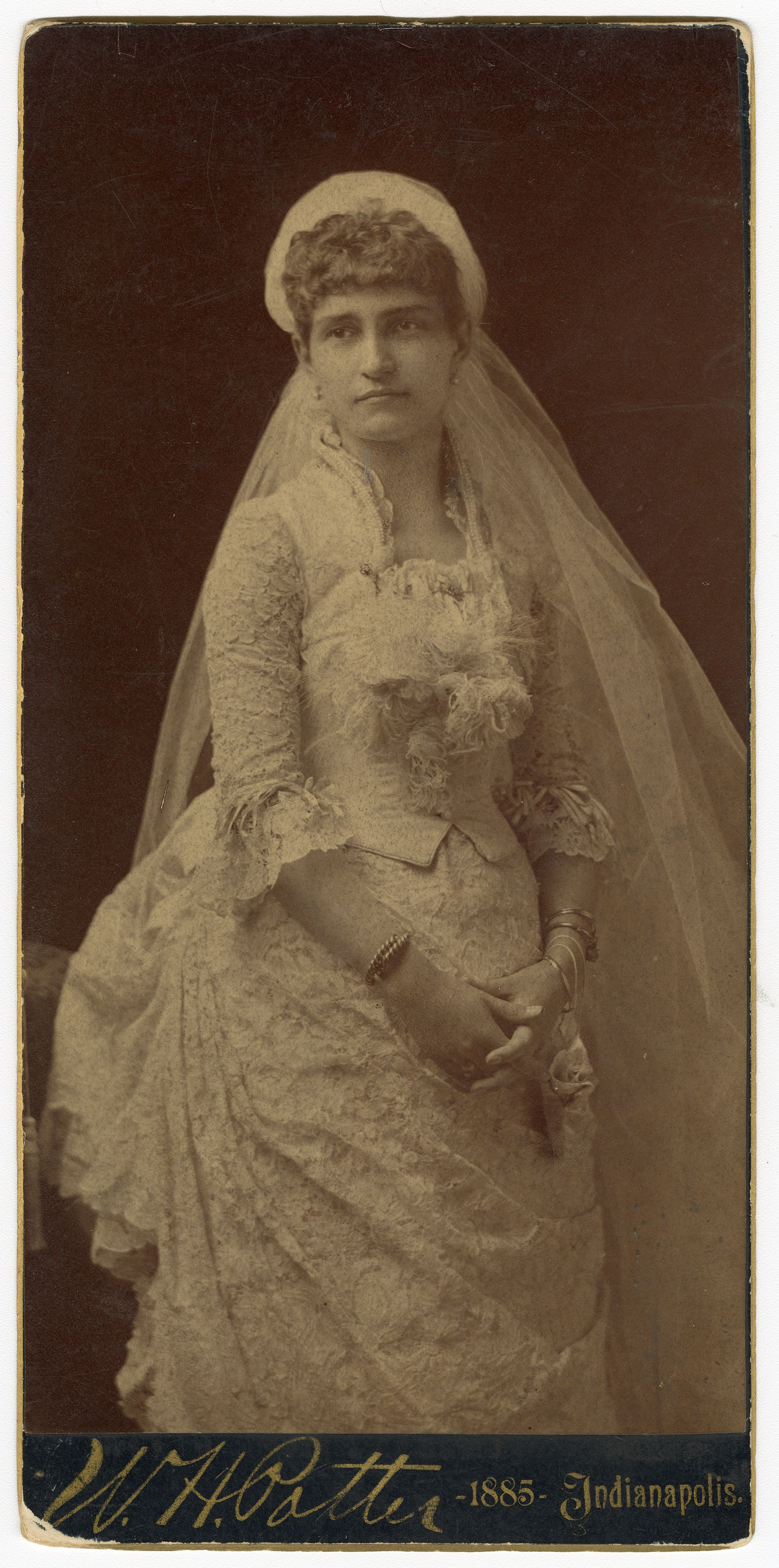
Mary Harrison McKee nel suo abito da sposa. Sposò James Robert McKee alla First Presbyterian Church, il 5 novembre 1884. Fotografato da WH Potter di Indianapolis. Dalle collezioni del Benjamin Harrison Presidential Site.

Nel novembre 1884, Mary Harrison sposò James Robert McKee (1857-1942), originario di Madison, Indiana, i due si incontrarono per la prima volta ad Indianapolis. Mary e James McKee ebbero due figli, Benjamin Harrison McKee (noto come "Baby") e Mary Lodge McKee.
Dopo che suo padre fu eletto presidente nel 1888, lei e la sua famiglia vissero con i suoi genitori alla Casa Bianca fino al 1893.
Il marito di Mary, James Robert McKee, si recava spesso a Boston per lavoro, lì conobbe l'imprenditore Charles A. Coffin ed iniziò a collaborare con la sua azienda la Thomson-Houston Electric Company . Nel 1893 McKee divenne uno dei fondatori General Electric quando Coffin fuse la sua compagnia con quella di Thomas Edison . James divenne vicepresidente dell'azienda e lavorò per la General Electric fino al 1913. 

## L'attività da First Lady
Dopo la morte di sua madre nell'ottobre 1892, Mary McKee al fianco di suo padre nel ruolo di First Lady.

## Separazione familiare
Dopo la morte della madre di Mary, suo padre sposò in seconde nozze Mary Scott Lord Dimmick, nipote ed ex segretaria della prima moglie Caroline.
Mary McKee e suo fratello si opposero alla relazione, dopo il matrimonio Mary si allontanò definitivamente dal padre, tornò ad Indianapolis soltanto nel marzo 1901 quando l'ex-presidente morì di polmonite il 13 marzo 1901.

## Gli ultimi anni
Mary McKee morì all'età di 72 anni a Greenwich, nel Connecticut . Fu sepolta al Crown Hill Cemetery di Indianapolis, nell'Indiana, vicino ai suoi genitori. Suo marito, dopo la sua morte, continuò a vivere a Greenwich, nel Connecticut, vicino alla loro figlia Mary Lodge Reisinger e alla sua famiglia. Secondo alcune fonti James McKee era depresso a causa della sua salute cagionevole e si suicidò all'età di 84 anni nell'ottobre 1942.